# Sascha Konietzko
Sascha Kegel Konietzko (znany bardziej pod pseudonimami Sascha K i Käpt’n K', ur. 21 czerwca 1961 w Hamburgu) – niemiecki muzyk i producent muzyczny. Założyciel i frontman zespołu industrialnego KMFDM. Czasem określany jest jako ojciec rocka industrialnego, sam muzyk również żartobliwie określał siebie podobnymi terminami. Jest jednym z najbardziej znanych muzyków industrialnych i hardcore’owych, który ze swoim zespołem KMFDM odnosił sukcesy szczególnie w latach 90. XX wieku.

## KMFDM
Konietzko jest najlepiej znany z założenia i kierowania zespołem industrialnym KMFDM. Założył zespół początkowo jako projekt performatywny w 1984 roku i jest jego jedynym stałym członkiem. Brał udział w tworzeniu wszystkich albumów studyjnych i innych wydawnictw zespołu. Konietzko korzysta zwłaszcza z instrumentów takich, jak keyboardy i perkusja, gra też na gitarze i basie oraz udziela się wokalnie.

## Inne projekty
Poza KMFDM brał udział w tworzeniu innych projektów, jak Excessive Force, Missing Foundation, MDFMK, Schwein, KGC czy PROLET KULT. Tworzył także remiksy utworów wielu znanych zespołów industrialnych i metalowych.

## Życiorys
Urodził się w 1961 roku w Hamburgu w Niemczech Zachodnich. Tworzyć muzykę zaczął już w wieku kilkunastu lat w 1972 roku. Kiedy był młodym dorosłym, zaczął współpracować z innymi wschodzącymi muzykami z gatunków muzycznych spoza głównego nurtu. W 1984 roku założył razem z Udo Sturmem, Raymondem Wattsem i czterema nieznanymi z imion i nazwisk górnikami pochodzącymi z Polski zespół KMFDM – stało się to na pokazie młodych europejskich artystów w Paryżu we Francji. Największy sukces z zespołem osiągnął w latach 90. XX wieku i z czasem przyjął pseudonimem Käpt’n K’. Współpracował w okresie najlepszych lat jego zespołu z dziesiątkami muzyków elektronicznych i industrialnych z całego świata, zakładając pewnego rodzaju kolektyw muzyczny. Prowadził także działalność solową i współpracował z innymi muzykami w projektach muzycznych poza KMFDM. Konietzko początkowo działał w Niemczech. W 1991 roku przeprowadził się do USA, na potrzeby sukcesów zespołu KMFDM. W 2007 roku powrócił do Niemiec.

## Życie prywatne
W młodości prowadził bujne życie seksualne i bywał w domach publicznych – w jednym z takich miejsc, w Paryżu, poznał pierwszych anonimowych członków jego zespołu, którzy również byli tam klientami, i których zwerbował na potrzebę pierwszych występów w zespole KMFDM. W 2005 roku ożenił się z członkinią zespołu KMFDM Lucią Cifarelli, którą poznał i z którą umawiał się wcześniej przez kilka lat – w dniu 14 lutego 2008 roku parze urodziła się córka Annabella Asia; mieszkają razem w Niemczech.